# Benzylalkohol
Benzylalkohol oder Phenylmethanol ist eine chemische Verbindung aus der Stoffklasse der Alkohole. Verwendung findet er als Duft- und Aromastoff.

## Vorkommen

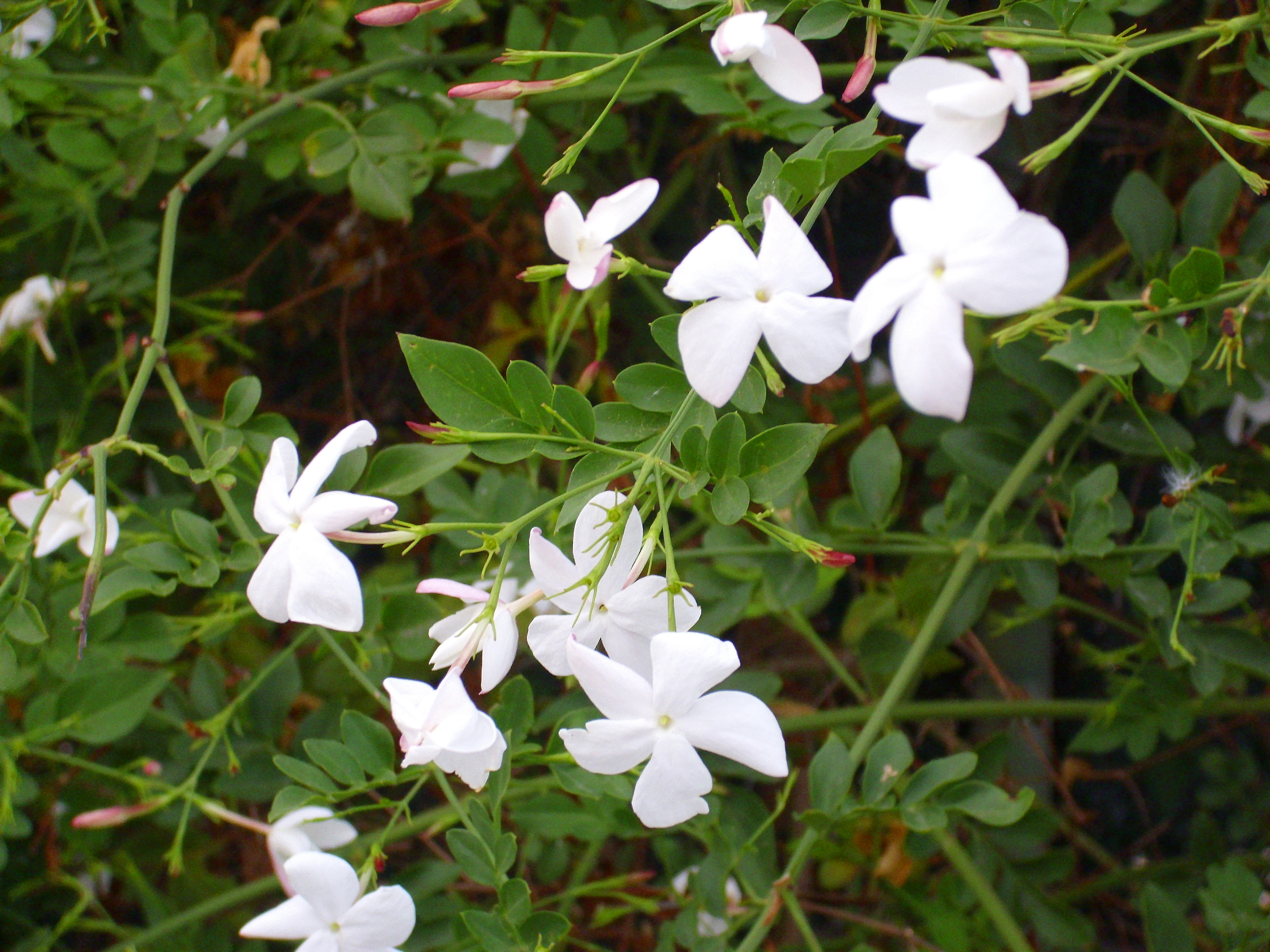
Benzylalkohol kommt bis zu 6 Prozent im ätherischen Öl der Jasminblüten vor

Benzylalkohol kommt bis zu 6 Prozent in Jasminblütenöl vor, ist aber unter anderem auch in Rosmarin (Rosmarinus officinalis), den Ölen von Nelken, Goldlack, Schwarznuss (Juglans nigra), Mädesüß (Filipendula ulmaria), Tee (Camellia sinensis), in den Blüten von Gartenhyazinthen (Hyacinthus orientalis), Strauß-Narzissen (Narcissus tazetta), und Wiesenklee (Trifolium pratense), in den Blätter von Ysop (Hyssopus officinalis) und Stevia (Stevia rebaudiana ), sowie in Perubalsam und Styrax enthalten.

## Darstellung
Benzylalkohol kann durch Umsetzung von Benzylchlorid mit Alkalicarbonaten oder durch Reduktion von Benzaldehyd synthetisiert werden.

## Eigenschaften

### Physikalische Eigenschaften
Benzylalkohol bildet eine farblose, etwas ölige Flüssigkeit von mildem, angenehmem Duft, aber bitterem, betäubendem Geschmack. Der Normaldrucksiedepunkt liegt bei 206 °C. Die Dampfdruckfunktion ergibt sich nach Antoine entsprechend log10(P) = A−(B/(T+C)) (P in bar, T in K) mit A = 4,47713, B = 1738,9 und C = −89.559 im Temperaturbereich zwischen 395 und 478 K. Die Verbindung schmilzt bei −15,5 °C mit einer Schmelzenthalpie von 8,79 kJ·mol−1. Die Wärmekapazität beträgt bei 25 °C 215,94 J·mol−1·K−1 bzw. 2,00 J·g−1·K−1. Die Verbindung löst sich leicht in den meisten organischen Lösungsmitteln, auch in Wasser ist sie merklich löslich. Mit Wasser wird ein bei 99,9 °C azeotrop siedendes Gemisch gebildet, das 9,0 Ma% Benzylalkohol enthält.

### Chemische Eigenschaften
Benzylalkohol wird durch den Sauerstoff der Luft langsam zu Benzaldehyd oxidiert. Beim Erhitzen mit dehydratisierend wirkenden Stoffen wie Aluminiumoxid wird Dibenzylether, Toluol und Benzaldehyd gebildet. Dibenzylether kann auch in Gegenwart von starken Säuren und Basen erhalten werden.

### Sicherheitstechnische Kenngrößen
Benzylalkohol bildet erst bei erhöhter Temperatur entzündliche Dampf-Luft-Gemische. Die Verbindung hat einen Flammpunkt von 94 °C. Die untere Explosionsgrenze liegt bei 1,22 Volumenprozent (55 g/m³), der untere Explosionspunkt bei 88 °C. Die Zündtemperatur beträgt 435 °C. Der Stoff fällt somit in die Temperaturklasse T2.

## Verwendung
Es ist ein wichtiges Lösemittel in der Lack- und Tintenindustrie, Zusatzmittel für Kugelschreiberpasten, Färbereihilfsmittel und Desinfektionsmittel, Entwicklungsbeschleuniger in der Farbphotochemie und Ausgangsprodukt zur Herstellung von Estern. Ester des Benzylalkohols mit verschiedenen Monocarbonsäuren haben Riechstoffcharakter, so etwa Essigsäurebenzylester und Benzoesäurebenzylester. Außerdem wird es als Konservierungsmittel für Injektionslösungen und für Kosmetika verwendet.
Es löst Celluloseester, Celluloseether, Fette, Öle und Harze, ist zugelassenes Extraktionslösemittel und reaktives Lösungsmittel in vielen Bauchemikalien und Bestandteil von Abbeizern, vielen essentiellen Pflanzenölen und wird als Viskositätsregulanz verwendet.
In der EU ist es als Lebensmittelzusatzstoff mit der Nummer E 1519 als Trägerstoff für die Herstellung von Aromen für bestimmte Getränke, Süß- und Backwaren zugelassen. Dabei gilt eine Höchstmengenbeschränkung von 5 mg pro Kilogramm Körpergewicht für Benzoesäure und Benzoate zusammengenommen.
Benzylalkohol gilt in solchen Konzentrationen als unbedenklich, ist jedoch als Allergen bekannt.

### Benzylalkohol-Lotion gegen Kopfläuse
Benzylalkohol wird in Arzneimitteln gegen Kopfläuse (Pediculus humanus capitis) eingesetzt. Nach Kontakt mit Benzylalkohol können die Parasiten die Atmungsöffnungen vorübergehend nicht mehr schließen. Mit Ölen können dann die Atemwege verstopft und so die Läuse durch Ersticken abgetötet werden.
Unter dem Handelsnamen Ulesfia® hat die US-amerikanische Arzneimittelbehörde FDA 2009 die Marktzulassung für ein Mittel zur Behandlung von Kopfläusen erteilt, welches als Wirkstoff 5 % Benzylalkohol und 5 % Mineralöl enthält. Die Lotion wird auf trockenes Haar appliziert und nach einer Einwirkungszeit von zehn Minuten mit Wasser ausgespült. Die Behandlung muss nach 7 Tagen wiederholt werden, da das Produkt nicht gegen Nissen wirkt. In einer Studie mit mehr als 600 Probanden waren nach 14 Tagen 75 % der Probanden lausfrei gegenüber 15 % in der Kontrollgruppe (wirkstofffreie Lotion). Als Nebenwirkungen können Reizungen der Haut und Augen auftreten.

## Sicherheitshinweise
Benzylalkohol wirkt haut- und schleimhautreizend. Er ist schädlich bei Verschlucken und Einatmen und verursacht schwere Augenreizungen.
Benzylalkohol wurde 2015 von der EU gemäß der Verordnung (EG) Nr. 1907/2006 (REACH) im Rahmen der Stoffbewertung in den fortlaufenden Aktionsplan der Gemeinschaft (CoRAP) aufgenommen. Hierbei werden die Auswirkungen des Stoffs auf die menschliche Gesundheit bzw. die Umwelt neu bewertet und ggf. Folgemaßnahmen eingeleitet. Ursächlich für die Aufnahme von Benzylalkohol waren die Besorgnisse bezüglich Exposition von Arbeitnehmern, hohes Risikoverhältnis (Risk Characterisation Ratio, RCR) und weit verbreiteter Verwendung sowie der möglichen Gefahr durch sensibilisierende Eigenschaften. Die Neubewertung fand ab 2016 statt und wurde von Deutschland durchgeführt. Anschließend wurde ein Abschlussbericht veröffentlicht.  Darin wurde eine RMOA (Regulatory management option analysis) sowie eine Einstufung als Acute Tox 4, Eye Irrit. 2 und Skin Sens. 1B mit den H-Sätzen 302, 319 und 317 empfohlen.
Die Empfehlung wurde im Juli 2022 angenommen und wurde im Rahmen der 21. Adaptation to Technical Progress Ende 2023 übernommen und im Laufe des Jahres 2025 bindend.
Die Ermittlung von Messdaten zur Exposition gegenüber Benzylalkohol am Arbeitsplatz erfolgt nach den Kriterien des Messsystems Gefährdungsermittlung der Unfallversicherungsträger (MGU). Zur Bestimmung von Benzylalkohol in der Luft wird mittels einer Probenahmepumpe mit Röhrchenhalter ein definiertes Luftvolumen durch ein Aktivkohleröhrchen gesaugt. Nach Extraktion mit Methanol/Dichlormethan/Kohlenstoffdisulfid im Verhältnis 2 : 1 : 1 erfolgt gaschromatographisch die qualitative und quantitative Bestimmung mit einem Flammenionisationsdetektor (FID). Die quantitative Bestimmung wird nach der Methode des internen Standards durchgeführt. Die Bestimmungsgrenze beträgt 2 mg/m³ bei 40 l Probeluftvolumen.